# Liste des sites Ramsar en Norvège
Cet article recense les zones humides de Norvège concernées par la convention de Ramsar.

## Statistiques
La convention de Ramsar est entrée en vigueur en Norvège le 21 décembre 1975.
En janvier 2020, le pays compte 63 site Ramsar, couvrant une superficie de 9 091,34 km2 :
- 54 en Norvège métropolitaine (1 912,94 km2)
- 9 au Svalbard (7 178,40 km2)

## Sites Ramsar en Norvège
Il est fréquent en Norvège que les zones humides servent d'habitat pour plusieurs espèces d'oiseaux migrateurs à différentes périodes de l'année, comme lieu de repos pendant les migrations printanières et automnales, comme aire de nidification pendant la saison estivale, comme aire de frai pendant une courte période en été ou comme aire d'hivernage. La même zone humide peut couvrir les besoins de différentes espèces d'oiseaux à différents moments de l'année. Ainsi, les zones humides du delta du fleuve dans la réserve naturelle de Stabbursnes au Finnmark sont utilisées pour l'hivernage de l'eider à duvet, plusieurs espèces de canards y muent, tandis que plusieurs espèces d'oiseaux, en particulier de grands troupeaux de bécasseaux, s'y reposent lors de leurs migrations.
En Norvège, 63 zones simples ou systèmes de zones humides ont été désignés comme sites Ramsar. La plupart de ces zones étaient déjà protégées en vertu de la loi sur la conservation de la nature ou de la loi sur la protection de l'environnement du Svalbard. La plupart de ces zones sont situées le long de la côte. Au total, ces systèmes de zones humides couvrent une superficie d'environ 8 813 kilomètres carrés, dont les deux plus grandes réserves naturelles (Bjørnøya et Hopen) représentent plus de 6 000 kilomètres carrés. La majeure partie des zones protégées sont des zones maritimes, tandis que la superficie terrestre (y compris l'eau douce) est de plus de 750 kilomètres carrés.
Ces zones ont été désignées en sept cycles, d'abord en 1975, puis en 1985, 1996, 2002, 2011 et 2013. En 2014, il y a eu une expansion mineure dans la mesure où le Système de zones humides du Trondheimsfjorden a été étendu de 4 à 13 sous-zones.
Dans le cadre des agrandissements de 1996 et 2002, des groupes régionaux de réserves naturelles et d'autres zones protégées, appelés « système de zones humides », ont été créés dans une plus large mesure. Ces systèmes de zones humides peuvent inclure une seule municipalité (comme le Système de zones humides de Lista à Farsund), des municipalités voisines dans la même structure de biotope (système de zones humides de Balsfjord à Balsfjord et Tromsø) ou une région plus grande (système de zones humides de Jæren dans six municipalités, système de zones humides du Trondheimsfjorden dans sept municipalités de deux comtés différents). Lors de l'expansion de 2013, il y avait surtout beaucoup de réserves situées dans le Comté de Nordland et un accent particulier mis sur les falaises d'oiseaux. La mise à jour des sites Ramsar en 2018, a permis de mieux les délimiter et d'en agrandir six.

## Liste

### Norvège métropolitaine
| Site                                                  | Comté                       | Notes | Date             | Superficie (km²) | Altitude (m) | Identifiant Ramsar | Identifiant WDPA | Coordonnées                       | Photo |
| ----------------------------------------------------- | --------------------------- | ----- | ---------------- | ---------------- | ------------ | ------------------ | ---------------- | --------------------------------- | ----- |
| Åkersvika                                             | Innlandet                   |       | 9 juillet 1974   | 4,281            | 119 - 130    | 13                 | 68121            | 60° 47′ 56″ nord, 11° 06′ 50″ est |       |
| Réserve naturelle d'Øra                               | Østfold                     |       | 24 juillet 1985  | 16,76            | 0            | 305                | 68122            | 59° 09′ 40″ nord, 10° 59′ 31″ est |       |
| Kurefjorden                                           | Østfold                     |       | 24 juillet 1985  | 3,92             | 0            | 306                | 68123            | 59° 19′ 55″ nord, 10° 44′ 24″ est |       |
| Nordre Øyeren                                         | Akershus                    |       | 24 juillet 1985  | 64,407           | 101          | 307                | 68124            | 59° 51′ 50″ nord, 11° 09′ 50″ est |       |
| Système de zones humides Ilene et Presterødkilen      | Vestfold og Telemark        |       | 24 juillet 1985  | 2,16             | 0            | 308                | 68125            | 59° 16′ 12″ nord, 10° 24′ 32″ est |       |
| Système de zones humides de Jæren                     | Rogaland                    |       | 24 juillet 1985  | 30,85            | 0 - 20       | 309                | 68126            | 58° 44′ 28″ nord, 5° 38′ 13″ est  |       |
| Système de zones humides d'Ørland                     | Trøndelag                   |       | 24 juillet 1985  | 31,68            | 0 - 21       | 310                | 68127            | 63° 40′ 48″ nord, 9° 28′ 52″ est  |       |
| Tautra et Svaet                                       | Trøndelag                   |       | 24 juillet 1985  | 16,35            | 0 - 25       | 311                | 68128            | 63° 34′ 05″ nord, 10° 37′ 41″ est |       |
| Stabbursnes                                           | Troms og Finnmark           |       | 24 juillet 1985  | 15,68            | 0 - 22       | 312                | 68129            | 70° 09′ 47″ nord, 24° 56′ 35″ est |       |
| Système de zones humides de Nordre Tyrifjorden        | Buskerud                    |       | 18 mars 1996     | 3,22             | 62 - 80      | 802                | 127875           | 60° 07′ 01″ nord, 10° 12′ 04″ est |       |
| Møsvasstangen                                         | Vestfold og Telemark        |       | 18 mars 1996     | 14,409           | 919 - 988    | 803                | 127874           | 59° 48′ 58″ nord, 8° 10′ 55″ est  |       |
| Système de zones humides de Lista                     | Agder                       |       | 18 mars 1996     | 11,73            | 0 - 20       | 804                | 127872           | 58° 04′ 59″ nord, 6° 41′ 17″ est  |       |
| Giske                                                 | Møre og Romsdal             |       | 18 mars 1996     | 5,533            | 0 - 13       | 805                | 127870           | 62° 32′ 38″ nord, 6° 04′ 08″ est  |       |
| Système de zones humides de Harøya                    | Møre og Romsdal             |       | 18 mars 1996     | 1,90             | 0 - 32       | 806                | 127871           | 62° 46′ 41″ nord, 6° 28′ 19″ est  |       |
| Sandblåst/Gaustadvågen                                | Møre og Romsdal             |       | 18 mars 1996     | 2,453            | 0 - 29       | 807                | 127877           | 62° 59′ 10″ nord, 7° 16′ 34″ est  |       |
| Mellandsvågen                                         | Møre og Romsdal             |       | 18 mars 1996     | 0,96             | 0 - 13       | 808                | 127873           | 63° 21′ 22″ nord, 8° 30′ 11″ est  |       |
| Réserve naturelle et zone paysagère protégée de Froan | Trøndelag                   |       | 18 mars 1996     | 490,97           | 0 - 10       | 809                | 127869           | 64° 05′ 56″ nord, 9° 13′ 19″ est  |       |
| Pasvik                                                | Troms og Finnmark           |       | 18 mars 1996     | 19,10            | 52 - 94      | 810                | 127876           | 69° 08′ 38″ nord, 29° 13′ 19″ est |       |
| Système de zones humides du Balsfjord                 | Troms og Finnmark           |       | 6 août 2002      | 17,95            | 0 - 1        | 1186               | 900800           | 69° 27′ 11″ nord, 18° 59′ 31″ est |       |
| Bliksvær                                              | Nordland                    |       | 6 août 2002      | 43,16            | 0 - 90       | 1187               | 900801           | 67° 15′ 47″ nord, 13° 58′ 48″ est |       |
| Delta de la Dokka                                     | Innlandet                   |       | 6 août 2002      | 3,75             | 131 - 135    | 1188               | 900802           | 60° 47′ 53″ nord, 10° 09′ 00″ est |       |
| Fokstumyra                                            | Innlandet                   |       | 6 août 2002      | 17,99            | 940 - 960    | 1189               | 900803           | 62° 07′ 41″ nord, 9° 16′ 19″ est  |       |
| Havmyran                                              | Trøndelag                   |       | 6 août 2002      | 38,72            | 47 - 130     | 1190               | 900804           | 63° 30′ 14″ nord, 8° 37′ 41″ est  |       |
| Hynna                                                 | Innlandet                   |       | 6 août 2002      | 64,42            | 823 - 867    | 1191               | 900805           | 61° 14′ 31″ nord, 9° 53′ 38″ est  |       |
| Karlsøyvær                                            | Nordland                    |       | 6 août 2002      | 49,36            | 0 - 101      | 1192               | 900806           | 67° 34′ 12″ nord, 14° 39′ 18″ est |       |
| Kvisleflået                                           | Innlandet                   |       | 6 août 2002      | 56,82            | 758 - 1 000  | 1193               | 900807           | 61° 48′ 25″ nord, 12° 06′ 11″ est |       |
| Øvre Forra                                            | Trøndelag                   |       | 6 août 2002      | 102,54           | 375 - 936    | 1194               | 900808           | 63° 36′ 07″ nord, 11° 36′ 22″ est |       |
| Réserve naturelle de Skogvoll                         | Nordland                    |       | 6 août 2002      | 55,44            | 0 - 45       | 1195               | 900809           | 69° 09′ 40″ nord, 15° 49′ 30″ est |       |
| Slettnes                                              | Troms og Finnmark           |       | 6 août 2002      | 12,30            | 30 - 40      | 1196               | 900810           | 71° 04′ 37″ nord, 28° 11′ 38″ est |       |
| Tanamunningen                                         | Troms og Finnmark           |       | 6 août 2002      | 34,09            | 0 - 6        | 1197               | 901217           | 70° 29′ 42″ nord, 28° 23′ 56″ est |       |
| Système de zones humides du Trondheimsfjorden         | Trøndelag                   |       | 6 août 2002      | 18,46            | 0 - 5        | 1198               | 900811           | 63° 42′ 32″ nord, 11° 08′ 46″ est |       |
| Delta du Tufsing                                      | Innlandet                   |       | 6 août 2002      | 8,95             | 662 - 670    | 1199               | 900812           | 62° 11′ 38″ nord, 11° 49′ 16″ est |       |
| Système de zones humides d'Evenes                     | Troms og Finnmark, Nordland |       | 12 novembre 2010 | 4,34             | 0 - 123      | 1949               | 555542706        | 68° 30′ 22″ nord, 16° 42′ 29″ est |       |
| Røstøyan                                              | Nordland                    |       | 12 novembre 2010 | 69,864           | 0 - 259      | 1950               | 555543085        | 67° 27′ 00″ nord, 11° 56′ 42″ est |       |
| Système de zones humides de Hedmarksvidda             | Innlandet                   |       | 12 novembre 2010 | 47,42            | 610 - 729    | 1951               | 555542784        | 61° 02′ 38″ nord, 11° 05′ 31″ est |       |
| Rott-Håstein-Kjør avec Kjørholmane                    | Rogaland                    |       | 12 novembre 2010 | 107,218          | 0 - 50       | 1952               | 555542787        | 58° 54′ 54″ nord, 5° 29′ 06″ est  |       |
| Sklinna                                               | Trøndelag                   |       | 12 novembre 2010 | 5,89             | 0 - 36       | 1953               | 555542708        | 65° 12′ 18″ nord, 10° 58′ 30″ est |       |
| Delta de Glomå                                        | Nordland                    |       | 12 novembre 2010 | 5,94             | 45 - 58      | 1954               | 555542707        | 66° 25′ 16″ nord, 13° 55′ 52″ est |       |
| Atnsjømyrene                                          | Innlandet                   |       | 12 novembre 2010 | 5,33             | 700          | 1955               | 555542705        | 61° 54′ 43″ nord, 10° 04′ 05″ est |       |
| Målselva                                              | Troms og Finnmark           |       | 12 novembre 2010 | 12,875           | 0            | 1956               | 555542785        | 69° 16′ 30″ nord, 18° 30′ 43″ est |       |
| Reisa                                                 | Troms og Finnmark           |       | 12 novembre 2010 | 6,00             | 0            | 1958               | 555542786        | 69° 47′ 24″ nord, 20° 59′ 49″ est |       |
| Delta de l'Ulen                                       | Trøndelag                   |       | 12 novembre 2010 | 2,699            | 346 - 360    | 1967               | 555542709        | 64° 09′ 40″ nord, 13° 49′ 01″ est |       |
| Grunnfjorden                                          | Nordland                    |       | 27 mai 2013      | 14,72            | 0 - 10       | 2147               | 555558419        | 68° 56′ 20″ nord, 15° 11′ 42″ est |       |
| Anda                                                  | Nordland                    |       | 27 mai 2013      | 0,525            | 0 - 40       | 2155               | 555558418        | 69° 04′ 05″ nord, 15° 10′ 23″ est |       |
| Réserve naturelle de Fiskumvannet                     | Buskerud                    |       | 27 mai 2013      | 1,19             | 18 - 19      | 2156               | 555558417        | 59° 42′ 32″ nord, 9° 49′ 30″ est  |       |
| Horsvær                                               | Nordland                    |       | 27 mai 2013      | 170,36           | 0 - 18       | 2157               | 555558416        | 65° 18′ 36″ nord, 11° 40′ 55″ est |       |
| Horta                                                 | Trøndelag                   |       | 27 mai 2013      | 31,58            | 0 - 19       | 2158               | 555563454        | 65° 12′ 40″ nord, 11° 25′ 55″ est |       |
| Système d'eau douce d'Innherred                       | Trøndelag                   |       | 27 mai 2013      | 1,82             | 25 - 70      | 2159               | 555558415        | 63° 45′ 54″ nord, 11° 26′ 17″ est |       |
| Réserve naturelle des Laukvikøyene                    | Nordland                    |       | 27 mai 2013      | 10,84            | 0 - 28       | 2160               | 555558414        | 68° 21′ 47″ nord, 14° 24′ 47″ est |       |
| Lovunda/Lundeura                                      | Nordland                    |       | 27 mai 2013      | 1,53             | 0 - 623      | 2161               | 555558413        | 66° 21′ 58″ nord, 12° 19′ 26″ est |       |
| Måstadfjellet                                         | Nordland                    |       | 27 mai 2013      | 8,02             | 0 - 439      | 2162               | 555558412        | 67° 38′ 53″ nord, 12° 36′ 04″ est |       |
| Risøysundet                                           | Nordland                    |       | 27 mai 2013      | 5,04             | 0 - 10       | 2163               | 555558421        | 68° 58′ 59″ nord, 15° 41′ 35″ est |       |
| Runde                                                 | Møre og Romsdal             |       | 27 mai 2013      | 3,51             | 0 - 295      | 2164               | 555558422        | 62° 24′ 32″ nord, 5° 39′ 54″ est  |       |
| Archipel de Vest-Vikna                                | Trøndelag                   |       | 27 mai 2013      | 135,92           | 0 - 109      | 2165               | 555558420        | 64° 53′ 49″ nord, 10° 43′ 34″ est |       |

### Svalbard
| Site                                  | Notes | Date             | Superficie (km²) | Altitude (m) | Identifiant Ramsar | Identifiant WDPA | Coordonnées                       | Photo |
| ------------------------------------- | ----- | ---------------- | ---------------- | ------------ | ------------------ | ---------------- | --------------------------------- | ----- |
| Forlandsøyane                         |       | 24 juillet 1985  | 5,40             | 0 - 14       | 313                | 68130            | 78° 20′ 20″ nord, 11° 34′ 19″ est |       |
| Dunøyane                              |       | 24 juillet 1985  | 11,91            | 0 - 9        | 314                | 68131            | 77° 03′ 14″ nord, 14° 58′ 08″ est |       |
| Kongsfjorden                          |       | 24 juillet 1985  | 7,10             | 0 - 41       | 315                | 68132            | 78° 56′ 02″ nord, 12° 10′ 37″ est |       |
| Isøyane                               |       | 24 juillet 1985  | 2,30             | 0 - 16       | 316                | 68133            | 77° 08′ 38″ nord, 14° 47′ 24″ est |       |
| Gåsøyane                              |       | 24 juillet 1985  | 2,36             | 0 - 4        | 317                | 68134            | 78° 27′ 18″ nord, 16° 13′ 01″ est |       |
| Hopen                                 |       | 12 novembre 2010 | 3 185,67         | 0 - 371      | 1957               | 555542711        | 76° 34′ 52″ nord, 25° 11′ 42″ est |       |
| Sørkapp                               |       | 12 novembre 2010 | 552,03           | 0 - 694      | 1965               | 555542713        | 76° 33′ 36″ nord, 16° 34′ 05″ est |       |
| Île aux Ours                          |       | 12 novembre 2010 | 2 981,71         | 0 - 536      | 1966               | 555542710        | 74° 26′ 02″ nord, 19° 01′ 30″ est |       |
| Nordenskiöldkysten et Ingeborgfjellet |       | 12 novembre 2010 | 429,92           | 0 - 714      | 1968               | 555542712        | 77° 50′ 17″ nord, 13° 55′ 59″ est |       |